# Thomas Laurens Jones
Pour les articles homonymes, voir Thomas Jones et Jones.
Thomas Laurens Jones, né le 22 janvier 1819 à White Oak (Caroline du Nord) et mort le 20 juin 1887 à Newport (Kentucky), est un homme politique américain. Membre du Parti démocrate, il est élu Chambre des représentants des États-Unis pour le Kentucky de 1867 à 1871 puis de 1875 à 1877.

## Biographie

### Jeunesse et débuts professionnels
Fils de George et Elizabeth Mills Jones, Thomas Laurens Jones naît en Caroline du Nord. Il grandit à Spartanburg (Caroline du Sud), où il fréquente des écoles privées.
Diplômé du Princeton College (1840) et de la faculté de droit de Harvard (1843), il est admis au barreau de Columbia (Caroline du Sud) en 1846 et commence sa carrière d'avocat à New York l'année suivante,. En 1849, Jones déménage à Newport (Kentucky), d'où est originaire sa belle-famille. Il continue à exercer la profession d'avocat.

### Carrière politique
De 1853 à 1855, il est élu du comté de Campbell à la Chambre des représentants du Kentucky. Jones est brièvement emprisonné durant la guerre de Sécession pour ses sympathies confédérées.
Il est élu à la Chambre des représentants des États-Unis lors des 40e et 41e congrès (1867-1871) mais n'est pas candidat à sa réélection en 1870. Il retrouve son siège pour un dernier mandat lors du 44e congrès, durant lequel il préside la commission sur les chemins de fer et les canaux.
En 1883, Jones est candidat à l'investiture démocrate pour le poste de gouverneur du Kentucky. S'il arrive en tête du premier tour, il échoue cependant à obtenir une majorité absolue. Il se retire finalement au profit de J. Proctor Knott, qui sera élu gouverneur. À nouveau candidat en 1887, il met fin à sa campagne pour des raisons de santé. Il décède peu après et est enterré au cimetière Evergreen de Southgate.